# Mecistocephalus nannocornis
Mecistocephalus nannocornis är en mångfotingart som beskrevs av Chamberlin 1920. Mecistocephalus nannocornis ingår i släktet Mecistocephalus och familjen storhuvudjordkrypare.
Artens utbredningsområde är:
- Singapore.
- Filippinerna.
- Taiwan.

Inga underarter finns listade i Catalogue of Life.